# Orangipuku (rivière)
La rivière Orangipuku  (en anglais : Orangipuku River) est un cours d’eau de la région de la  West Coast dans l’Île du Sud de la Nouvelle-Zélande.

## Géographie
Elle s’écoule vers le nord  dans l’extrémité sud du lac Brunner.
(en) Land Information New Zealand, « détail emplacement: Orangipuku (rivière) », sur New Zealand Gazetteer (consulté le 12 juillet 2009)